# CWISE J1249+3621
CWISE J1249+362 (CWISE J124909.08+362116.0) es una estrella hiperveloz de baja masa a unos 408 años luz de distancia en la constelación de Canes Venatici. Tiene un tipo espectral L y es una enana roja de baja masa, o una enana marrón de alta masa. Tiene una velocidad de 456±27 km/s en el marco de reposo galáctico, cerca de la velocidad de escape local de la Vía Láctea.

## Descubrimiento
Fue identificada por primera vez en el proyecto Backyard Worlds (Mundos del Patio Trasero) por los científicos ciudadanos Tom Bickle, Martin Kabatnik, y el ahora astrónomo Austin Rothermich. Los astrónomos del proyecto observaron el objeto porque su movimiento y distancia sugerían una alta velocidad. Usaron el NIRES (espectrómetro Echellete de infrarrojo cercano) del Observatorio W. M. Keck para tomar un espectro del objeto. Los investigadores también identificaron a la enana esdL1 ULAS J231949.36+044559.5 como una candidata a estrella enana de hipervelocidad (vtan≈513 km/s) con una baja masa.

## Propiedades físicas y origen
El objeto se encuentra a una distancia de 125±8 pársecs del Sol, y su espectro es de sdL1, donde el prefijo «sd» indica que es una subenana fría y «L1» su tipo espectral. La estrella tiene una alta velocidad tangencial de 524±33 km/s, y una alta velocidad radial de −103±10 km/s. En el marco de reposo galáctico, esto se traduce en una velocidad de 456 ± 27 km/s. Tiene una masa estimada entre 83 y 88 MJ , lo que la convertiría en una estrella de baja masa cerca del límite de combustión del hidrógeno. Los investigadores dicen que el objeto tiene una probabilidad del 10% de ser una enana marrón de alta masa porque el modelo evolutivo no tiene en cuenta los posibles sesgos sistemáticos de las antiguas fuentes de baja temperatura.
Los investigadores exploran diferentes escenarios que podrían haber causado la alta velocidad de CWISE J1249+362. Una posibilidad es que se origine en el centro galáctico. El objeto se está moviendo actualmente hacia el centro galáctico, por lo que podría estar en su paso de regreso. Sin embargo, esto solo es posible si está ligado a la Vía Láctea. Otra posibilidad es que fue expulsado durante un evento de supernova de tipo Ia. En este escenario, CWISE J1249+362 habría compartido un sistema binario estrecho con una enana blanca masiva, lo que habría involucrado transferencia de masa en una estrella variable cataclísmica. La velocidad de eyección predicha para este escenario concuerda con la velocidad de CWISE J1249+362. Otras dos posibilidades son que se origine a partir de una eyección dinámica de un cúmulo globular o de una eyección de una galaxia enana cercana. Sin embargo, no hay cúmulos globulares en la posición pasada de este objeto. Es poco probable que CWISE J1249+362 sea una estrella extragaláctica, porque su movimiento está confinado dentro del plano galáctico, lo que hace más probable un origen dentro de la Vía Láctea.
Se necesitan más investigaciones que incluyan una medición directa de su paralaje y espectros ópticos e infrarrojos adicionales para precisar su origen. Si se originó en una supernova de tipo Ia, su atmósfera podría estar enriquecida en elementos pesados, particularmente en níquel.